# Ashtanga
Ashtanga – gałąź jogi, mająca swoje korzenie w kulturze Indii.
Jest to dynamiczna odmiana jogi. Jej ożywcze właściwości bazowane są na związku techniki oddechu z ruchem. System „ruch-oddech”, czyli vinyasa to cecha, która istotnie różni Ashtangę od innych form jogi.
Wyraz Ashtanga oznacza osiem członów jogi. Wśród ośmiu gałęzi Ashtangi trzecim jest asana, zespół klasycznych postaw jogi. Asany to nie tylko wyłącznie ćwiczenia. Postawy i przejścia pomiędzy nimi są zsynchronizowane z oddechem. Trzymając się zalecanej kolejności można osiągnąć wytrzymałość, siłę i koncentrację umysłu.

## Ośmiostopniowa ścieżka jogi
Ścieżka Ashtangi złożona jest z ośmiu stopni:
1. Yamy – nakazy moralne w stosunku do innych;
2. Niyamy – nakazy moralne w stosunku do siebie samego;
3. Asany – praktyka pozycji jogi;
4. Pranayama – kontrola oddechu;
5. Pratyahara – kontrola zmysłów;
6. Dharana – koncentracja;
7. Dhyana – medytacja;
8. Samadhi – boska jedność – wyzwolenie.

## Korzyści płynące z praktykowania Ashtanga jogi
Ashtanga Joga i korzyści płynące z jej praktyki:
- zwiększenie elastyczności ciała
- samokontrola
- zapanowanie nad ciałem i umysłem
- poprawa kondycji
- wzmocnienie ciała
- uwolnienie od stresu
- wyciszenie umysłu
- odnalezienie wewnętrznej harmonii
- wzrost pewności siebie
- poczucie bezpieczeństwa, radości